# Alfred Faure
Alfred Faure (* 25. April 1883 in Gerzat; † 21. Februar 1935 in Reims) war ein französischer Radrennfahrer.

## Sportliche Laufbahn
Faure war im Straßenradsport aktiv. Er bestritt die Tour de France fünfmal. 1904 und 1907 beendete er die Tour nicht, 1909 wurde er 13., 1911 19. und 1914 kam er nicht ins Ziel. 1904 wurde ihm ein Etappensieg zuerkannt, nachdem die vor ihm platzierten Fahrer disqualifiziert worden waren. 1912 siegte er im Critérium de la Loire républicaine.